# Dasythemis venosa
Dasythemis venosa är en trollsländeart som först beskrevs av Hermann Burmeister 1839.  Dasythemis venosa ingår i släktet Dasythemis och familjen segeltrollsländor. Inga underarter finns listade i Catalogue of Life.